# Bad Habits
Singles de Ed Sheeran
Afterglow
(2020) Shivers
(2021)
Bad Habits est une chanson du chanteur anglais Ed Sheeran, sortie le 25 juin 2021. Elle est annoncée en tant que premier single de son cinquième album studio =. La chanson connaît un succès international, atteignant la 1re place d'une trentaine de pays. La chanson s'inspire de la musique du chanteur canadien the Weeknd.

## Genèse et sortie
Le premier single de l'album = devait à l'origine être une ballade acoustique. Mais à la suite de l'assouplissement des restrictions lors de la pandémie du COVID-19 en Angleterre début 2021, Ed Sheeran a à la place décidé d'enregistrer Bad Habits et de le sortir en single : « J'étais genre, "Je ne sais pas si le monde a besoin d'une chanson triste et lente quand tout s'ouvre" ». Il écrit la chanson pour surprendre les gens et faire quelque chose de complètement différent de ce que l'on attend de lui.
Le 23 avril 2021, Ed Sheeran a été repéré habillé comme un zombie ou un vampire sur une vidéo musicale tournée à Londres, conduisant à des spéculations sur la musique à venir. Ed Sheeran a confirmé l’authenticité des photos en publiant des extraits de la séance vidéo sur ses pages de réseaux sociaux en juin 2021. Le 25 mai, il publie une photo de lui assis à côté d’un oreiller géant Ronflex, avec une légende sur la photo au-dessus de lui disant "6/25", faisant allusion à une sortie à cette date. Le 4 juin, il tease le single sur ses réseaux sociaux, et annonce une performance au salon TikTok du Championnat d'Europe de football 2020 avec David Beckham le 25 juin. Sheeran a annoncé le single le 11 juin. Une image promotionnelle de la pochette du single est apparue au Tate Modern à Londres.

## Clip vidéo
Le clip vidéo de Bad Habits a été réalisé par Dave Meyers et a été filmé à Catford. Il est publié le 25 juin 2021 sur YouTube. Il met en scène Ed Sheeran en vampire avec une tenue rose. La vidéo commence dans un salon de beauté avec Sheeran en vampire, flétrissant une fleur avant de voler à travers les rues. Il se joint à plusieurs autres monstres pour faire diverses activités au milieu de la foule paniquée, y compris les attaquer pour son plaisir jusqu’à ce que le soleil commence à se lever. La plupart des monstres se cachent, avec quelques-uns vaporisés par la lumière du soleil, sauf Sheeran, qui redevient un humain normal, jouant de la guitare à la fin de la vidéo. Le chat noir dans la vidéo est une référence au chat Catford à l’entrée du centre commercial. En novembre 2024, le clip vidéo sur YouTube a accumulé plus de 650 millions de vues.

## Version rock
Le 8 février 2022, lors des Brits Awards 2022, Ed Sheeran surprend en interprétant en live une toute nouvelle version du titre en collaboration avec le groupe de Metal britannique Bring Me The Horizon. Cette version Rock/Metal fait rapidement le tour d'internet, à tel point que les fans des deux artistes réclament une version studio. La chanson sort officiellement sur les plateformes de Streaming le 17 février 2022.

## Crédits
Credits adaptés depuis Tidal.
- Ed Sheeran – voix, écriture, production, guitare acoustique, percussion
- Fred Gibson – écriture, production, vocaux de fond, basse, tambours, guitare, claviers, piano, programmeur, ingénieur
- Johnny McDaid – écriture, production, guitare acoustique, ingénieur
- Graham Archer – production vocale, ingénieur
- Iain Archer – guitare slide
- Will Reynolds – assistant ingénieur
- Mark "Spike" Stent – mixage
- Matt Wolach – assistant mixage
- Stuart Hawkes – masterisation

## Liste des pistes
| 1. | Bad Habits | 3:51 |

| 1. | Bad Habits (Acoustic Version) | 3:51 |

| 1. | Bad Habits (Meduza Remix) | 3:14 |

| 1. | Bad Habits (Joel Corry Remix) | 3:09 |

| 1. | Bad Habits (Jubël Remode)             | 2:59 |
| 2. | Bad Habits (Kooldrink Amapiano Remix) | 5:27 |
| 3. | Bad Habits (SHAUN Remix)              | 3:44 |

| 1. | Bad Habits (Fumez the Engineer Remix feat. Tion Wayne & Central Cee) | 3:09 |

## Charts hebdomadaires
| Classements (2021)                      | Meilleure position |
| --------------------------------------- | ------------------ |
| Allemagne (Media Control AG)            | 1                  |
| Australie (ARIA)                        | 1                  |
| Autriche (Ö3 Austria Top 40)            | 1                  |
| Belgique (Flandre Ultratop 50 Singles)  | 1                  |
| Belgique (Wallonie Ultratop 50 Singles) | 1                  |
| Bulgarie (PROPHON)                      | 1                  |
| Canada (Hot 100)                        | 1                  |
| Croatie (HRT)                           | 1                  |
| Danemark (Tracklisten)                  | 1                  |
| Espagne (PROMUSICAE)                    | 26                 |
| États-Unis (Hot 100)                    | 2                  |
| Finlande (Suomen virallinen lista)      | 1                  |
| France (SNEP)                           | 5                  |
| France (Digital Songs)                  | 1                  |
| Grèce (IFPI)                            | 5                  |
| Hongrie (Rádiós Top 40)                 | 1                  |
| Hongrie (Single Top 40)                 | 1                  |
| Hongrie (Stream Top 40)                 | 1                  |
| Irlande (IRMA)                          | 1                  |
| Islande (Plötutíðindi)                  | 2                  |
| Israël (Media Forest)                   | 1                  |
| Italie (FIMI)                           | 6                  |
| Japon (Hot 100)                         | 32                 |
| Lettonie (EHR)                          | 1                  |
| Liban (OLT20)                           | 2                  |
| Lituanie (Agata)                        | 2                  |
| Luxembourg (Agata)                      | 1                  |
| Macédoine du Nord (Radiomonitor)        | 1                  |
| Malte (Radiomonitor)                    | 1                  |
| Norvège (VG-lista)                      | 1                  |
| Nouvelle-Zélande (RMNZ)                 | 1                  |
| Pays-Bas (Nederlandse Top 40)           | 1                  |
| Pays-Bas (Single Top 100)               | 2                  |
| Pologne (ZPAV)                          | 1                  |
| Portugal (AFP)                          | 8                  |
| Roumanie (Airplay 100)                  | 3                  |
| Royaume-Uni (UK Singles Chart)          | 1                  |
| Russie (Tophit Radio Top 100)           | 1                  |
| Saint-Marin (San Marino RTV)            | 1                  |
| Serbie (Radiomonitor)                   | 1                  |
| Slovaquie (IFPI Rádio)                  | 1                  |
| Slovaquie (IFPI Singles Digitál)        | 2                  |
| Suède (Sverigetopplistan)               | 2                  |
| Suisse (Schweizer Hitparade)            | 2                  |
| Tchéquie (IFPI Rádio)                   | 1                  |
| Tchéquie (IFPI Singles Digitál)         | 2                  |
| Ukraine (Tophit Radio Top 100)          | 38                 |

## Certifications
| Région | Certification | Ventes/Streams |
| --- | ------------- | -------------- |
| Allemagne (BM) | Or            | 200 000^       |
| Autriche (IFPI) | Platine       | 30 000x        |
| Canada (Music Canada) | Platine       | 160 000^       |
| Danemark (IFPI) | Platine       | 90 000^        |
| Espagne (PME) | Platine       | 40 000^        |
| Italie (FIMI) | Platine       | 70 000*        |
| Nouvelle-Zélande (RMNZ) | Platine       | 30 000*        |
| Portugal (AFP) | Or            | 4 000x         |
| Royaume-Uni (BPI) | Platine       | 600 000^       |
| Suisse (IFPI) | Platine       | 20 000x        |
| France (SNEP) | Diamant       | 50 000 000*    |
| *Ventes selon la certification ^Mise en rayon selon la certification xNon précisé par la certification ‡ventes/streaming selon la certification |               |                |

## Distinctions
| Année | Organisation                 | Titre                          | Résultat   | Ref(s) |
| ----- | ---------------------------- | ------------------------------ | ---------- | ------ |
| 2021  | MTV Video Music Awards       | Video de l'année               | Nomination | [ 69 ] |
| 2021  | MTV Video Music Awards       | Meilleure chorégraphie         | Nomination | [ 69 ] |
| 2021  | MTV Video Music Awards       | Meilleure direction artistique | Nomination | [ 69 ] |
| 2021  | MTV Video Music Awards       | Tube de l'été                  | Nomination | [ 70 ] |
| 2021  | MTV Millennial Awards Brazil | Global Hit                     | En attente | [ 71 ] |